# ササフラ
ササフラ (Sassafras) とはフランスの競走馬である。凱旋門賞でニジンスキーの連勝記録を止めたことで有名。ほかにジョッケクルブ賞（フランスダービー）、ロワイヤルオーク賞に勝っている。

## 戦績
ニジンスキーと同世代で、1967年に生まれた。父はハリーオン系のシェシューンでゴールドカップなどに勝っている。
3歳になってから本格化し、プレップレースであるリュパン賞3着から挑んだジョッケクルブ賞をロールオブオナー、カロらを破って勝利した。またフランスのセントレジャーにあたるロワイヤルオーク賞では繰り上がりながらも1着になった。
ロワイヤルオーク賞の次走はニジンスキーを破った凱旋門賞である。このレースはそのニジンスキーがイギリス三冠を11戦無敗で制したあと出走してきており、ここでも負けることはないと思われていた。同馬の単勝人気は1.4倍で、ササフラはジル、オーティスに次ぐ20倍の4番人気に過ぎなかった。レースは2頭のペースメーカーがレースを作りササフラはその後ろの先行集団に付け、ニジンスキーは後方10番手の展開。直線に入ってもニジンスキーはまだ後方のままで、対してササフラは先頭に踊り出ていた。ここでニジンスキーがようやく追い出すと一気にササフラを抜き先頭に立つ、このまま勝利かと思われた。だが、ササフラはもう一度ニジンスキーとの差を縮め始め、ゴールではアタマ差ニジンスキーを交わしていた。この勝利で1970年フランス最優秀3歳牡馬に選ばれた。
凱旋門賞を最後に引退し、イギリスで種牡馬入りした。体調に問題を抱え、成功はできなかったが、産駒にアンリルバラフル、ベイヌーン、マルモラダがいる。1980年にはアメリカに輸出され1988年に死亡した。父系はブラジルにわずかに残る。

## おもな産駒
- アンリルバラフル Henri Le Balafre（ロワイヤルオーク賞・ローマ賞。ブラジルリーディングサイアー）
- マルモラダ Marmolada（イタリアオークスほか）
- ベイヌーン Baynoun（クイーンズベース・ジョフリーフレアステークス・セントレジャー2着。サンドピットの父）
- ドムアラリック Dom Alaric （ドーヴィル大賞典G2、ナイアガラハンデG3、プリンスローズ大賞）
- ツリーオブノレッジ（シアトリカル・タイキブリザードの母、パラダイスクリークの祖母）
- エリモグレース（トウケイホープ・アンシストリーの母）
- ホクエイワン（持込馬、種牡馬入り）

## 血統表
| ササフラの血統        | ササフラの血統                                     | ササフラの血統          | （血統表の出典）        | （血統表の出典） |
| 父系                  | ハリーオン系                                       | ハリーオン系            | ハリーオン系            | [ § 2 ]          |
| 父 Sheshoon 栗毛 1956 | 父の父Precipitation 栗毛 1933                      | Hurry On 1913           | Marcovil                | Marcovil         |
| 父 Sheshoon 栗毛 1956 | 父の父Precipitation 栗毛 1933                      | Hurry On 1913           | Tout Suite              |                  |
| 父 Sheshoon 栗毛 1956 | 父の父Precipitation 栗毛 1933                      | Double Life 1926        | Bachelors Double        | Bachelors Double |
| 父 Sheshoon 栗毛 1956 | 父の父Precipitation 栗毛 1933                      | Double Life 1926        | Saint Joan              |                  |
| 父 Sheshoon 栗毛 1956 | 父の母Noorani 栗毛 1950                            | Nearco 1935             | Pharos                  | Pharos           |
| 父 Sheshoon 栗毛 1956 | 父の母Noorani 栗毛 1950                            | Nearco 1935             | Nogara                  |                  |
| 父 Sheshoon 栗毛 1956 | 父の母Noorani 栗毛 1950                            | Empire Glory 1933       | Singapore               | Singapore        |
| 父 Sheshoon 栗毛 1956 | 父の母Noorani 栗毛 1950                            | Empire Glory 1933       | Skyglory                |                  |
| 母 Ruta 鹿毛 1960     | 母の父*ラティフィケイション Ratification 鹿毛 1953 | Court Martial 1942      | Fair Trial              | Fair Trial       |
| 母 Ruta 鹿毛 1960     | 母の父*ラティフィケイション Ratification 鹿毛 1953 | Court Martial 1942      | Instantaneous           |                  |
| 母 Ruta 鹿毛 1960     | 母の父*ラティフィケイション Ratification 鹿毛 1953 | Solesa 1940             | Solario                 | Solario          |
| 母 Ruta 鹿毛 1960     | 母の父*ラティフィケイション Ratification 鹿毛 1953 | Solesa 1940             | Mesa                    |                  |
| 母 Ruta 鹿毛 1960     | 母の母Dame d'Atour 鹿毛 1955                       | Cranach 1938            | Coronach                | Coronach         |
| 母 Ruta 鹿毛 1960     | 母の母Dame d'Atour 鹿毛 1955                       | Cranach 1938            | Reine Isaure            |                  |
| 母 Ruta 鹿毛 1960     | 母の母Dame d'Atour 鹿毛 1955                       | Barley Corn 1950        | Hyperion                | Hyperion         |
| 母 Ruta 鹿毛 1960     | 母の母Dame d'Atour 鹿毛 1955                       | Barley Corn 1950        | Schiaparelli            |                  |
| 母系(F-No.)           | (FN:8-c)                                           | (FN:8-c)                | (FN:8-c)                | [ § 3 ]          |
| 5代内の近親交配       | Hurry On 3×5･5 = 18.75%                            | Hurry On 3×5･5 = 18.75% | Hurry On 3×5･5 = 18.75% | [ § 4 ]          |
| 出典                  | 1. 2. 3. 4.                                        | 1. 2. 3. 4.             | 1. 2. 3. 4.             | 1. 2. 3. 4.      |